# Сато Йосіакі
Йосіакі Сато (яп. 佐藤 慶明, нар. 19 червня 1969, Префектура Осака) — японський футболіст, що грав на позиції нападника.
Виступав за клуби «Ґамба Осака», «Урава Ред Даймондс» та «Кіото Санга», а також національну збірну Японії.

## Клубна кар'єра
Розпочав грати у футбол в клубі «Ґамба Осака», проте за першу команду так і не дебютував. 
На початку 1994 року став гравцем клубу «Урава Ред Даймондс». Відіграв за команду з міста Сайтама наступний сезон своєї ігрової кар'єри, в якому забив 9 голів в 27 матчах Джей-ліги, маючи середню результативність на рівні 0,33 голу за гру першості.
1995 року перейшов до клубу «Кіото Санга», якому в тому ж році допоміг зайняти друге місце в другому дивізіоні Джей-ліги та вийти в еліту. Проте зігравши в наступному сезоні лише 4 матчі (1 гол) Сато завершив професійну кар'єру футболіста і зайнявся викладацькою діяльністю.

## Виступи за збірну
22 травня 1994 року провів свій перший і єдиний матч за національну збірну Японії в рамках Kirin Cup проти Австралії (1:1). Після цього за збірну більше не грав.